# Балда
Балда́ (Болда́) — русское полное прозвищное мужское личное имя. Первое письменное упоминание зафиксировано в 1564 году. Использовалось до конца XVII — начала XVIII века, пока не было полностью запрещено правительством Петра I в числе других нецерковных имён. Имя получило широкую известность в русскоязычной среде в XIX—XX веках во многом благодаря «Сказке о попе и о работнике его Балде» Александра Пушкина.

## Этимология
Происходит от слова балда́ (болда́) с примерно одинаковыми во всех диалектах русского языка значениями:
- дурак, тупица[1];
- долговязый и неуклюжий дурень[3];
- бестолковый, малоумный[3];
- сплетник, баламут[3].

## Производные имена
От Балды и Болды произошли уменьшительные и ласкательные формы имени Ба́лденка (Балде́нка, Балдёнка) и Бо́лденка (Болде́нка, Болдёнка).

## Социальное распространение
Было распространено повсеместно во всех социальных слоях, в том числе среди бояр. То же относится и к образованным от этого имени фамилиям.

## Выявленные носители имени
- Балда Кондрат — крестьянин из Олонца, упоминается в 1564 году[1].

## Патронимные фамилии
От имени Балда (Болда) посредством суффиксов -ин и -ов произошли патронимные фамилии Ба́лдин, Ба́лдов, Бо́лдин, Бо́лдов.
От уменьшительных и ласкательных форм имени Ба́лденка (Балде́нка, Балдёнка) и Бо́лденка (Болде́нка, Болдёнка) произошли фамилии Ба́лденков, Балде́нков, Балдёнков, Балденко́в, Бо́лденков, Болде́нков, Болдёнков, Болденко́в.

## Населённые пункты
От носителей имени Балда́ и варианта Болда́ произошли соответственно названия населённых пунктов Ба́лдино и Бо́лдино.
Часть населённых пунктов Балдино и Болдино также могла получить своё название от носителей фамилий Ба́лдин и Бо́лдин.